# 電路交換數據
电路交换数据（CSD）是由时分多址（TDMA），基于移动电话的系统，例如全球移动通信系统（GSM）的原始形式的数据传输方式。截至2010年，很多电信运营商都在不断停止对的CSD支持，CSD已被GPRS和EDGE取代了。

## 技术
CSD使用单个无线电时隙提供的9.6kbps速率发送到GSM其中它的连接相当于一个正常的调制解调器连接到公共交换电话网（PSTN），允许直接调用任何拨号服务。为了向后兼容的IS-95标准，所以其还支持CDMA电路交换数据但是不像TDMA那样没有时隙，所有的CDMA设备都可以提供高达14.4kbps的数据传输速度。演化CDMA至CDMA2000和1xRTT使用IS-95CDMA电路交换数据就可以提供更快的下行数据传输速度。
以前CSD通过移动电话系统中的数据传输是通过使用调制解调器完成，无论是内置于手机还是将手机连接到其它设备上。这样的系统的速度是由音频信号的质量决定的，通常以2.4kpbs或更小的速度来传输。在基于TDMA系统如GSM的引入数据传输的CSD可以几乎直接访问底层的数字信号，从而允许更高的速度。同时，语音导向音频压缩在GSM中使用实际上意味着使用传统的调制解调器连接到所述电话的数据率将是比与较旧更差的模拟系统。

## 外部連結
- How to connect using CSD